# Skrzydłorzech kaukaski
Skrzydłorzech kaukaski, skrzydłorzech jesionolistny (Pterocarya fraxinifolia (Lamb.) Spach) – gatunek drzewa z rodziny orzechowatych. Występuje na Zakaukaziu w Armenii, Azerbejdżanie, Gruzji, Rosji oraz w północnej Turcji i Iranie. 
Został sprowadzony do uprawy w Europie w 1782. W Polsce sadzony jest w parkach i ogrodach. Najstarszy egzemplarz tego gatunku rośnie w Szprotawie. Drzewo to posadzone zostało ok. 1783 roku.

## Morfologia

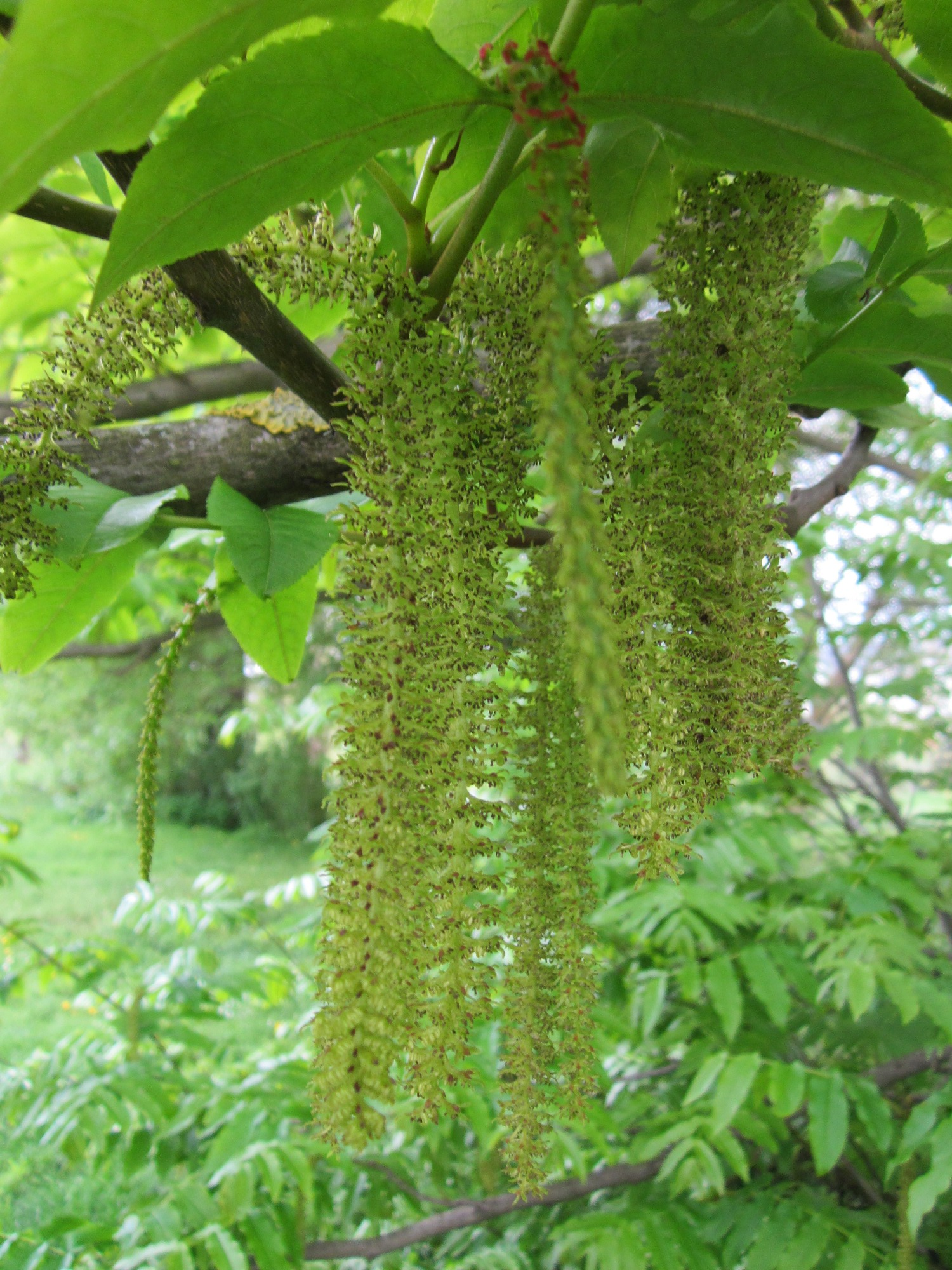
Kwiatostany

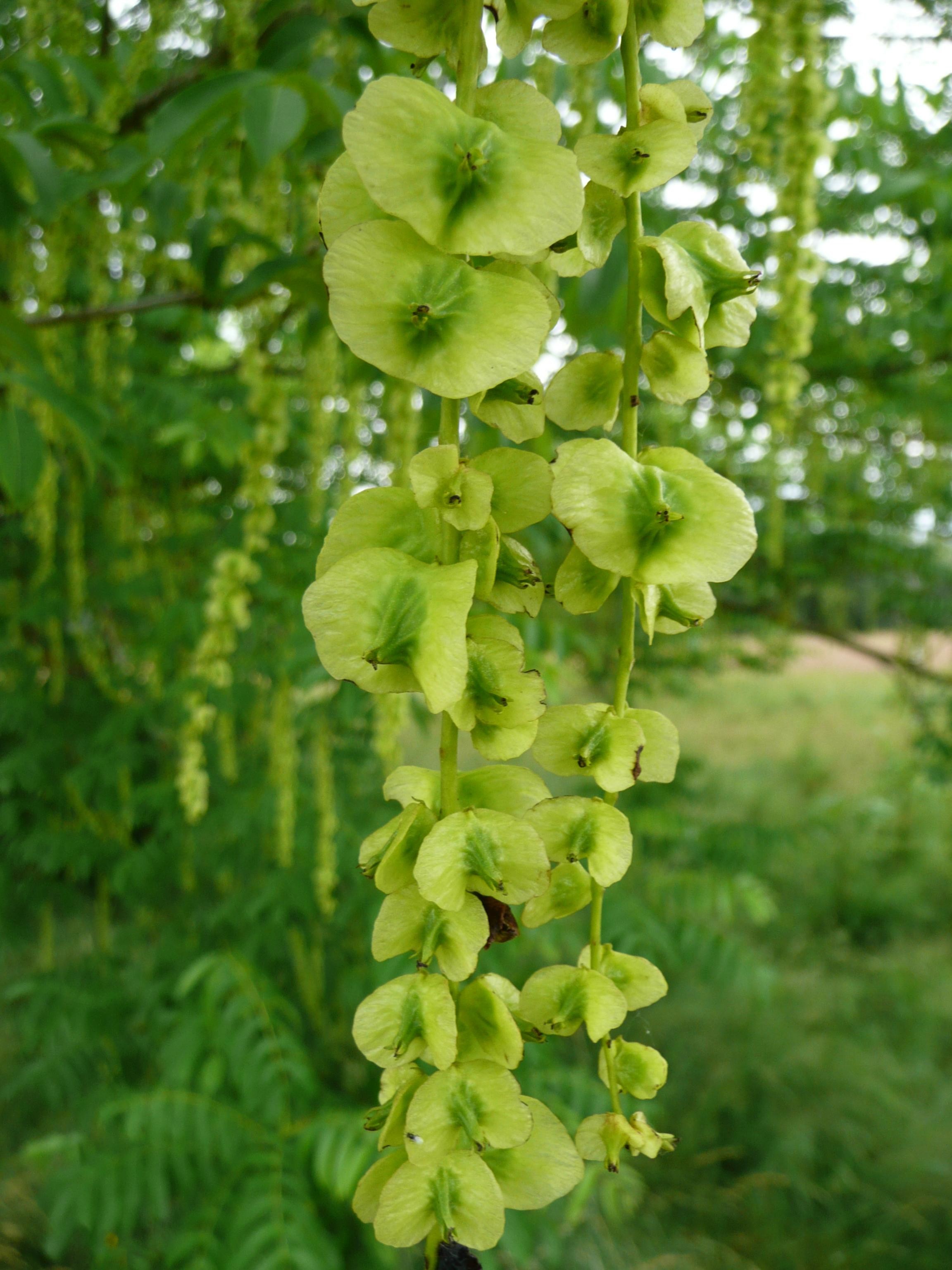
Owoce

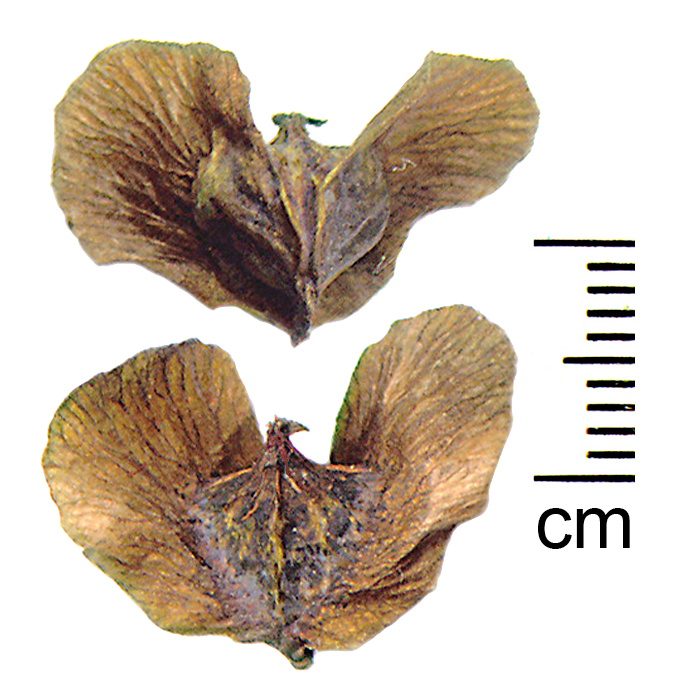
Owoc

PokrójDrzewo dorastające do 35 m wysokości. Zwykle jest wielopniowe, a starsze osobniki najczęściej otoczone są odroślami korzeniowymi.
PędyKora ma barwę szarobrązową. Na starszych pędach jest spękana. Młode pędy nieznacznie owłosione i nagie z licznymi przetchlinkami. Pędy grube, lekko zbieżyste o różnej długości międzywęźli. Pąki liściowe bezłuskie, na długich trzonkach okryte rudym filcem (zredukowane listki). Pąki kwiatowe towarzyszą pąkom liściowym oraz występują na osobnych trzonkach, wąskojajowate. Blizna liściowa tarczowata, siodlasto wgłębiona. Ślady po wiązkach przewodzących w trzech kolistych grupach.
LiścieLiście nieparzystopierzaste o długości do 45(60)cm składające się z 19(11–27) listków, listki długości 5–11 cm i szerokości 2–4 cm. Górna strona liści ciemnozielona i błyszcząca, dolna matowozielona z kępami białych włosków pod nerwem głównym. Listki o brzegu rzadko piłkowanym. Listki środkowej pary są największe. Jesienią przebarwiają się na żółto.
KwiatyRozdzielnopłciowe, zebrane w kotki o długości do 50 cm. Żeńskie kotki dłuższe od męskich.
OwoceOrzeszki z dwoma skrzydełkami osiągają o około 1 cm długości. Owocostany zwisające długości do 40 cm.

## Biologia i ekologia

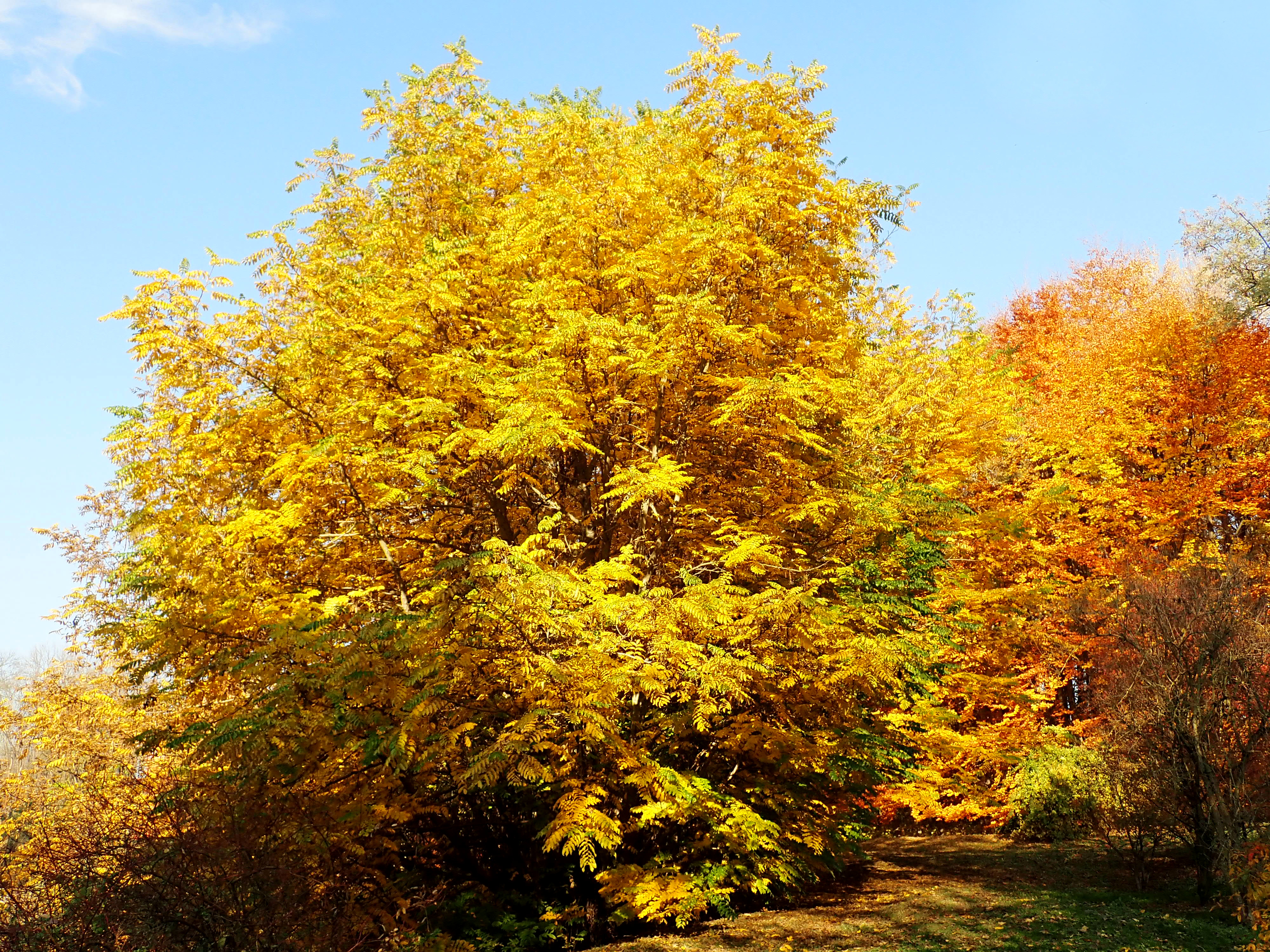
Skrzydłorzech kaukaski jesienią

DrewnoBiałe, lekkie i mocne.
RozwójDrzewo szybkorosnące. Żyje około 200 lat. Kwitnie w kwietniu i maju, owocuje we wrześniu i październiku.
SiedliskoW naturze rośnie na glebach aluwialnych wzdłuż rzek, nigdy powyżej 400–500 m n.p.m. Znosi długotrwałe zalewy.

## Zastosowanie
Roślina ozdobnaWysadzana w parkach i ogrodach ze względu na malowniczy pokrój i oryginalne wisiorowate owocostany. Opadające liście zwykle są zielone.
Roślina przemysłowaDrewno może być używane do wyrobu celulozy.